# Китообразные
Китообра́зные (лат. Cetacea) — инфраотряд млекопитающих, полностью приспособленных к жизни в воде. Многие из них являются самыми крупными из известных животных, когда-либо обитавших на Земле.
Хотя на протяжении длительного времени китообразные рассматривались в качестве самостоятельного отряда, в последнее время на основе выводов молекулярно-генетических, молекулярно-морфологических и палеонтологических исследований их считают инфраотрядом в составе отряда китопарнокопытных (Cetartiodactyla). Традиционно остальных представителей китопарнокопытных относили к парафилетическому отряду парнокопытных (Artiodactyla), латинское название которого используется некоторыми авторами в объёме Cetartiodactyla. Бегемотовые (Hippopotamidae) являются ближайшими современными родственниками китообразных и, соответственно, родственны им в большей степени, чем любым другим ныне живущим китопарнокопытным, из-за чего объединяются с ними в один подотряд Whippomorpha, или Cetancodonta.

## Этимология
Научное название cētus и русское кит происходят от греч. κῆτος — «морское чудовище».

## Происхождение

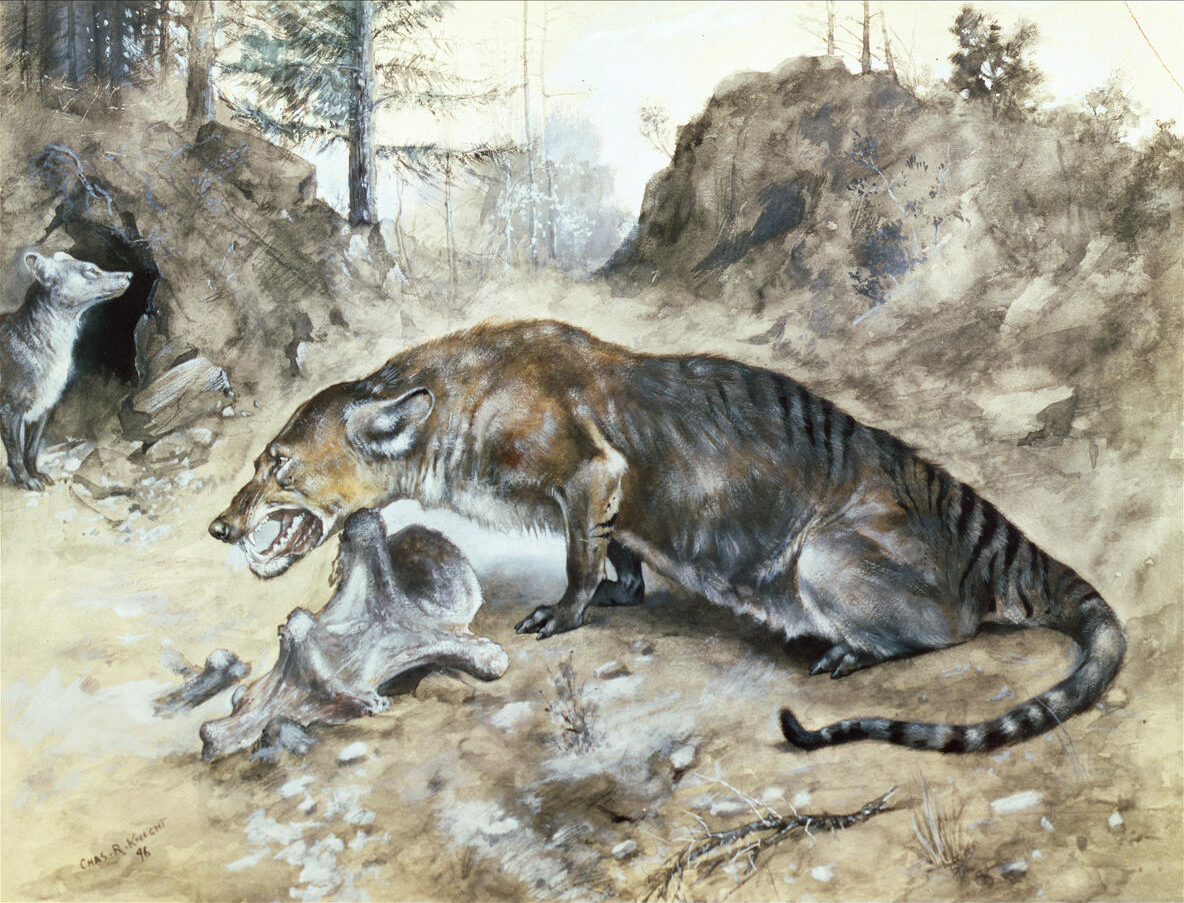
Мезонихии

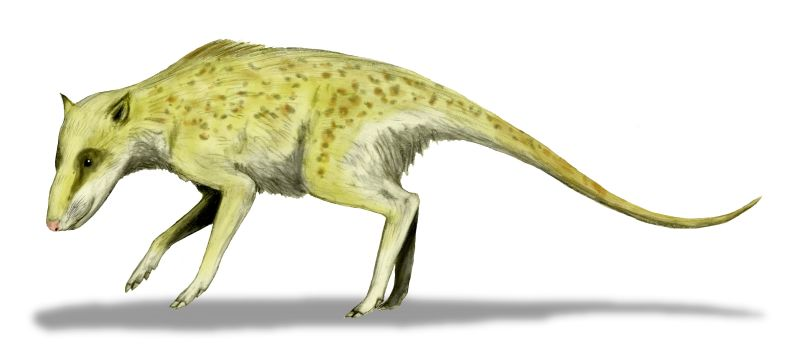
Индохиус

Киты, предположительно, произошли от парнокопытных наземных млекопитающих, которые порядка 50 млн лет назад перешли к полуводному образу жизни.
Существуют разные теории о происхождении китов. Предполагалось, что киты, дельфины и морские свиньи произошли от группы наземных млекопитающих, называющихся мезонихиями. Эти существа были похожи на волков, но имели копыта подобно коровам и оленям. Они жили приблизительно 60 миллионов лет назад вокруг древнего моря Тетис, там, где теперь Средиземное море и часть Азиатского субконтинента. Мезонихии, вероятно, охотились на рыбу и других водных животных в прибрежных болотах и эстуариях. Поскольку они проводили всё больше времени в воде, их тела начали изменяться. Они стали более обтекаемыми, и у них развились мощные, сглаженные хвосты. Их передние конечности постепенно превращались в плавники, а задние деградировали. Появился толстый слой подкожного жира, а волосяной покров начал исчезать. Для облегчения дыхания с поверхности воды ноздри у них переместились наверх головы и постепенно превратились в дыхала.
Новые молекулярно-генетические данные свидетельствуют о том, что китообразные — близкие родственники парнокопытных, в частности, гиппопотамов. На основе этих данных предлагается даже объединить китообразных и парнокопытных в единый монофилетический таксон Cetartiodactyla.
Недавние исследования показали, что связующим звеном был род индохиусов, обитавший на территории нынешнего Пакистана и внешне напоминавший современных оленьковых. В течение эоцена предки китов постепенно приспосабливались к жизни в море, заполняя экологическую нишу, которая освободилась после вымирания мозазавров и плезиозавров. Со временем они утратили всякую связь с сушей и приобрели новые адаптационные признаки, утратив черты, характерные для наземных млекопитающих.

## Общее описание
Китообразные имеют веретенообразное обтекаемое тело, гладкую кожу, практически без шерсти. Толстый слой жира защищает от переохлаждения. Передние конечности преобразованы в ласты, задние атрофированы. Хвост заканчивается большим горизонтальным плавником.
К инфраотряду принадлежат высокоспециализированные млекопитающие, приспособившиеся к постоянной жизни в воде. Внешне китообразные напоминают рыб, но отличаются от последних наличием теплокровности, лёгочного дыхания (отсутствие жабр), наличием остатков волосяного покрова, внутриутробным развитием плода и молочным вскармливанием детёнышей, строением кожи (отсутствие чешуи), строением глаз и другими признаками, объединяющими их с остальными млекопитающими.
Размеры у китообразных наибольшие среди млекопитающих: средняя длина тела синего кита 25 м, масса — 90—120 т. Самые маленькие китообразные — белобрюхий дельфин и дельфин Гектора, относящиеся к роду пёстрых дельфинов (Cephalorhynchus): длина тела у них не превышает 120 см, масса — 45 кг.

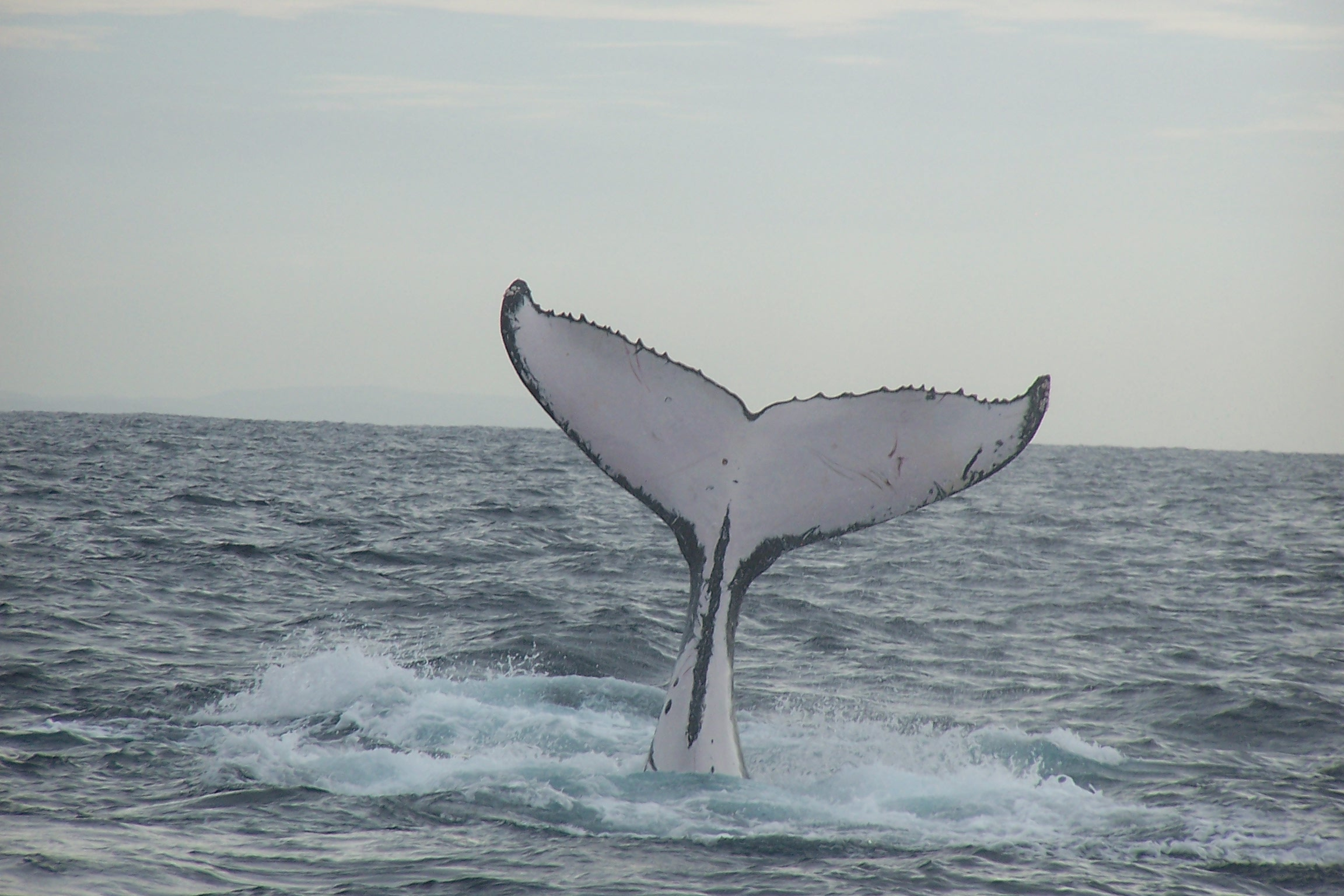
Хвостовые лопасти кита-горбача

Наименьшее сопротивление воды при плавании китообразным обеспечивает обтекаемое тело торпедовидной или каплевидной формы. Этому же способствуют исчезновение волосяного покрова и ушных раковин. Кожа китообразных отличается большой упругостью, эластичностью и несмачиваемостью, что уменьшает трение при быстром плавании. Голова обычно массивная; заканчивается тупо, заострена или вытянута в «клюв» (рострум). Голова почти без видимого шейного перехвата переходит в туловище, которое постепенно сужается в хвостовой стебель. Передние конечности превратились в плоские и жёсткие грудные плавники (ласты), которые служат в основном «рулями глубины», а также обеспечивают повороты и торможение. Кистевые части ласт внешне не расчленены, а иногда и сращены внутри. Свободные задние конечности атрофировались, хотя у некоторых видов обнаруживаются рудименты тазовых костей. Хвостовая часть тела латерально уплощена; она очень гибкая и мускулистая, служит основным локомоторным органом. На её конце имеются парные, горизонтальные хвостовые лопасти. Кроме того, у большинства видов на спине находится непарный спинной плавник, который служит своеобразным стабилизатором при плавании. Хвостовые и спинной плавник относятся к кожным образованиям и лишены скелета; внутри них находится хрящевая ткань. Грудные, спинной и особенно хвостовой плавники обладают переменной упругостью, которая обеспечивается особыми кровеносными сосудами. Упругость плавников зависит от скорости плавания. Помимо локомоторной плавники выполняют терморегулирующую функцию: через них в первую очередь уходит избыток тепла.
Кожные железы у китообразных отсутствуют; исключение составляют 2 молочные железы, которые расположены в задней половине тела. Соски (их два) помещаются в продольных кожных карманах по бокам мочеполовой щели и наружу выступают только у кормящих самок. Под кожей находится слой жировой ткани (ворвани) толщиной от 2,5 до 30 см. Подкожный жир защищает тело от переохлаждения, помогает удерживать в организме воду, которая иначе диффундировала бы в окружающую среду, а также является энергетическим запасом на время голодовок. Температура тела за счёт хорошей изоляции жировой прослойкой колеблется в пределах от 35 до 40  °C.
Волосяной покров отсутствует. У усатых китов на морде растут отдельные щетинковидные волоски, похожие на вибриссы наземных млекопитающих; они служат органом осязания. У зубатых китов вибриссами во взрослом состоянии обладают только гангский дельфин и амазонская иния, живущие в мутной речной воде; у большинства других зубатых китов вибриссы имеют лишь эмбрионы. Окраска китообразных бывает однотонной, противотеневой (тёмной сверху и светлой снизу) или пятнистой. У некоторых видов она подвержена возрастной изменчивости.

### Скелет
Скелет у китообразных губчатый. В позвоночнике от 41 до 98 позвонков, образующих 4 отдела: сильно укороченный шейный (всегда из 7 позвонков, общая длина которых не превышает 15 см), грудной, поясничный и хвостовой. Грудной отдел несёт 10—17 пар рёбер, из которых только первые 2—8 пар сочленены с грудиной. Межпозвонковые диски придают позвоночнику, особенно его хвостовой части, большую гибкость и подвижность. Задние конечности и крестцовый отдел позвоночника, как правило, утрачены, а кости таза рудиментарны и не соединены с позвоночником. Грудной плавник поддерживает очень короткая плечевая кость, две кости предплечья и многочисленные кости кисти, иногда слитые в лопастеподобную структуру.

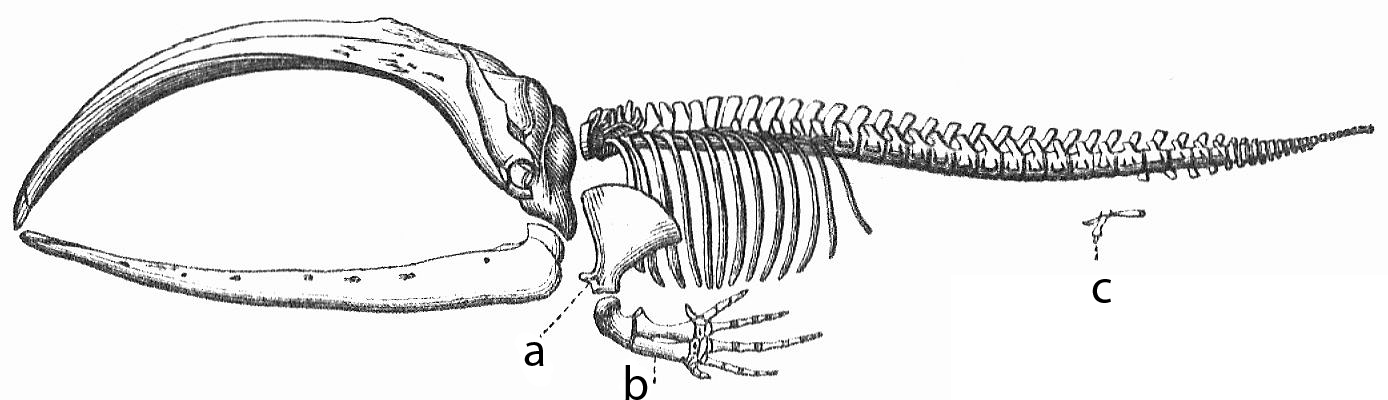
Скелет усатого кита (видны рудименты тазовых костей)

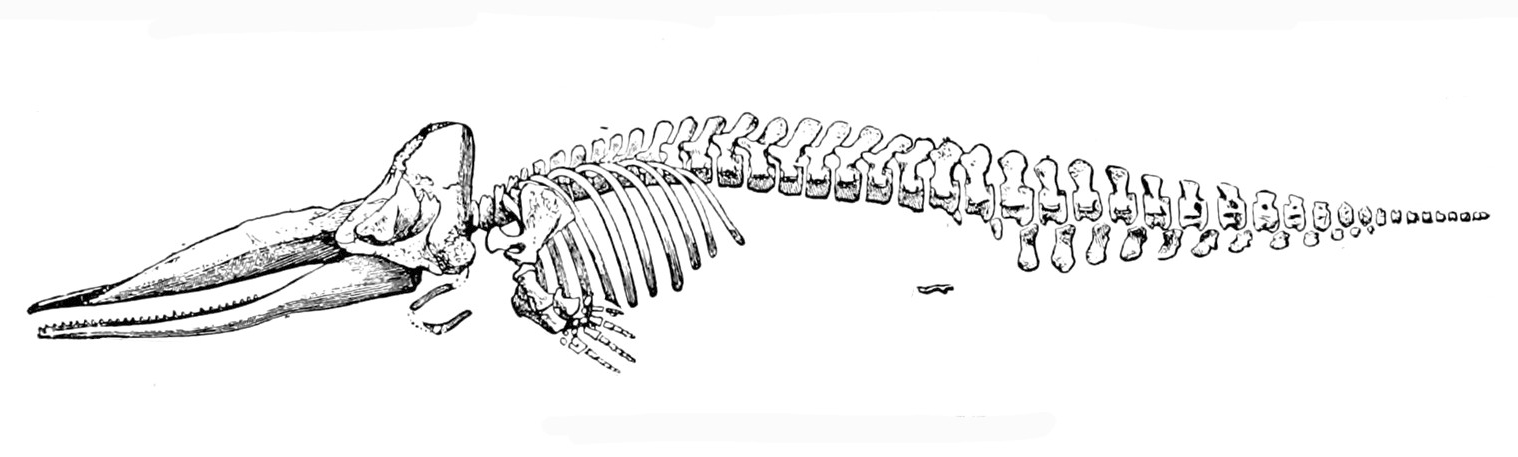
Скелет зубатого кита (кашалот)

Череп китов приспособлен к специфическому способу дыхания — ноздри смещены на темя. Носовые кости уменьшены; теменные сдвинуты вбок так, что верхнезатылочная кость соприкасается с лобными костями. Кости челюстей удлинены в связи с увеличением числа зубов или развитием цедильного аппарата. Зубы у всех китов имеются в эмбриональном состоянии, но у усатых китов атрофируются, не прорезываясь, и заменяются бахромчатыми роговыми пластинами так называемого китового уса. У зубатых китов зубы конические, однородные, недифференцированные на резцы, клыки и коренные. Наибольшее их число отмечается у продельфина Stenella longirostris: от 172 до 252 зубов. Меньше всего зубов у нарвала: 2 зуба в верхней челюсти, причём у самок они обычно не прорезываются, а у самца левый зуб превращён в длинный бивень.

### Органы пищеварения
Язык хорошо развит, мягкие губы отсутствуют. Слюнных желез нет или они рудиментарны. Китообразные заглатывают добычу целиком, не пережёвывая. Желудок сложный, многокамерный; способен растягиваться и вмещать до 1,5 т пищи (синий кит). Первый, безжелезистый, отдел желудка представляет собой нижнее выпячивание пищевода и служит для мацерации и механической обработки пищи; отсутствует у клюворылых китов. Кардиальный отдел обильно снабжён железистыми клетками, выделяющими пищеварительные соки; он складчатый, сильно растяжимый, иногда дву- или трёхраздельный. Пилорический отдел представляет расширенную переднюю часть двенадцатиперстной кишки. Длина кишечника превышает длину тела: от 4—5 раз (у гангского дельфина и бутылконосов) до 15—16 раз (кашалот) и даже до 32 раз (ла-платский дельфин).

### Органы дыхания и кровообращения
Наружных ноздрей 2 у усатых китов и 1 у зубатых китов. Они смещены на верх головы и снабжены особыми клапанами, рефлекторно запирающими дыхательные пути при нырянии и отпирающими при выныривании. Вследствие особого строения гортани воздухоносный ход отделён от пищевода, что позволяет киту безопасно дышать, даже если в ротовой полости находится вода. Носовой канал у большинства видов соединён с особыми воздушными мешками, выполняющими роль звукосигнального органа. Трахея и бронхи укорочены, что способствует ускорению акта дыхания. Лёгкие однодольчатые с сильно развитой гладкой мускулатурой, позволяющей за один выдох-вдох обновлять воздух на 80—90 % (у человека в норме без физического напряжения только на 15 %). Число альвеол больше и размеры их крупнее, чем у наземных млекопитающих.
Китообразные способны находиться под водой от 2—10 до 30—40 минут (кашалот — до 1,5 часов). Длительность погружения обеспечивают большая ёмкость лёгких и повышенное содержание миоглобина в мышцах. Кислородная ёмкость крови увеличена за счёт высокого содержания гемоглобина и повышения его концентрации в эритроцитах.
Процесс дыхания китообразных можно подразделить на выдох после длительного погружения, промежуточные акты дыхания и глубокий вдох перед следующим погружением. Когда кит всплывает на поверхность, выдыхаемый им с силой воздух, соприкасаясь с более холодным наружным, формирует столб конденсированного пара (фонтан). У разных видов китообразных фонтан различается по форме и высоте. У крупных китов выдыхаемый воздух выталкивается через дыхало с такой силой, что производит громкий трубный звук, в спокойную погоду слышимый с большого расстояния. Во время промежуточных вдохов и выдохов кит ныряет неглубоко, плывёт почти по прямой линии, дыша через правильные промежутки времени. Число промежуточных актов дыхания тем больше, чем дольше кит остаётся под водой во время основного погружения.
Во время погружения пульс у китообразных замедляется более чем в 2 раза, и ток крови перераспределяется так, что кислородом снабжаются в первую очередь мозг и сердечная мышца. Менее чувствительные к кислородному голоданию ткани (особенно мышцы тела) переходят на «голодный паёк». Слабая чувствительность дыхательного центра мозга к накоплению в крови углекислоты позволяет китообразным значительно удлинять дыхательную паузу.

### Органы чувств
Масса головного мозга у китообразных — наибольшая среди млекопитающих в абсолютных цифрах, достигая у кашалота 7,8—9,2 кг, но относительно массы тела она невелика. Так, у голубого кита она составляет всего 0,007 % общей массы. Головной мозг высоко дифференцирован, органы чувств развиты, хотя и не одинаково.
Обоняние китообразными почти утрачено. Обонятельные доли мозга и обонятельные нервы отсутствуют полностью (зубатые киты) или имеются в зачаточном состоянии (усатые киты). Вкус, видимо, развит довольно слабо; предполагают, что киты способны на вкус различать солёность воды и обнаруживать по моче и фекалиям своих сородичей. Китообразные, в отличие от большинства млекопитающих, не могут различать сладкий, горький, кислый вкус и вкус умами, утратив в ходе эволюции все базовые рецепторы вкуса, кроме солёного.
Осязание развито превосходно; кожа богато иннервирована. На голове у усатых китов сохраняются редкие осязательные волоски, которые действуют как вибриссы и играют определённую роль при поисках массовых скоплений планктона. Зубатые киты, питающиеся одиночной и сравнительно крупной добычей, в вибриссах не нуждаются; исключение составляют речные дельфины, живущие в мутной воде.
Глаза расположены по бокам головы и относительно небольшие: у крупных китов глаз имеет массу около 1 кг, у мелких дельфинов размером с глаз собаки. Веки неразвиты. Роговица и склера толстые и плотные. Глазное яблоко почти шаровидное, спереди несколько уплощённое. Хрусталик имеет округлую форму. Зрение у многих видов монокулярное, без общего поля зрения. Китообразные как правило близоруки, исключение составляют дельфины. Слёзные железы редуцированы; слёзно-носовой проход отсутствует. От механического и химического воздействия воды глаза предохраняет жирный секрет гардеровой железы. Имеются конъюнктивные железы, не известные у других млекопитающих.
Органы слуха сильно видоизменены. Ушная раковина отсутствует. Слуховой проход сужен и открывается позади глаза маленьким отверстием; видимо, служит отдельным чувствующим органом, воспринимающим изменение давления. Барабанная перепонка выгнута наружу (усатые киты) или внутрь (зубатые киты). Звук китообразные воспринимают через кости черепа и нижнюю челюсть, задний конец которой близко подходит к области внутреннего уха и иннервирован ветвью тройничного нерва. Строение внутреннего уха у китообразных очень сложное, с увеличенной улиткой. Звук для водных организмов — важнейший источник информации, так как в воде звуковые колебания распространяются в 5 раз быстрее, чем в воздухе. Китообразные способны улавливать звуковые волны в диапазоне от 150 Гц до ультразвуковых колебаний в 120—140 кГц. Наиболее остр слух зубатых китов; у усатых китов он хуже по сравнению с наземными млекопитающими.

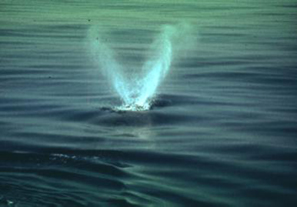
Характерный V-образный фонтан южного кита Eubalaena glacialis

Китообразные издают звуковые сигналы в тех же частотах, которые воспринимают сами. Поскольку голосовые связки у них отсутствуют, звуки производятся в результате вибрации «звуковых губ» (зубатые киты) или с помощью гортани и глотки (усатые киты). Коммуникационные звуковые сигналы, издаваемые китообразными, многочисленны и разнообразны; имеются особые сигналы питания, беспокойства, страха, спаривания, боли и т. п. Некоторые китообразные из парвотряда Odontoceti, подобно летучим мышам, способны к направленной эхолокации. У них образовался особый эхолокационный аппарат, состоящий из жировой подушки и вогнутой передней поверхности черепа, которые действуют как звуковая линза и рефлектор, концентрируя излучённые ультразвуковые сигналы и в виде звукового пучка направляя их на объект.

### Половой диморфизм
Половой диморфизм выражен главным образом в разнице размеров самцов и самок. Самки усатых китов крупнее самцов; самки большинства зубатых китов, наоборот, меньше. Самцы нарвалов отличаются наличием бивня.

### Приспособление к среде обитания
Особенности дыхательной и кровеносной системы позволяют китообразным долго находиться под водой с одним запасом воздуха (кашалоты до 1,5 часов). Способность гемоглобина связывать кислород у китов выше, чем у наземных млекопитающих, существенная часть кислорода накапливается в миоглобине. При нырянии резко замедляется пульс и ограничивается подача кислорода к органам, менее чувствительным к кислородному голоданию.

## Образ жизни
Распространены китообразные во всех океанах и в некоторых морях. Имеются холодолюбивые виды, живущие в полярных и субполярных водах (белухи, нарвалы, гренландские киты), теплолюбивые (полосатик Брайда), тропические и субтропические (многие дельфины, карликовые кашалоты) и виды с широким ареалом, включая космополитичные (полосатики, кашалоты, косатки). Встречаются как возле побережий, так и в открытом море. Представители некоторых видов способны подниматься вверх по рекам или постоянно жить в реках и эстуариях.
Большинство видов — стадные животные; держатся группами от нескольких сотен до тысяч голов. Питание, как правило, специализированное; среди китов встречаются планктофаги, теутофаги, ихтиофаги и сапрофаги. Косатки — единственные китообразные, регулярно поедающие не только рыб и беспозвоночных, но и теплокровных животных (птиц, тюленей, др. китов). Некоторые виды плавают очень быстро (косатки, многие дельфины), другие относительно медлительны. Большинство китов держатся в поверхностных водах; некоторые могут нырять на значительную глубину (кашалот). В результате приспособления к сезонным условиям питания и размножения китообразные образовали несколько биологических групп. Для одних видов характерны строго регулярные сезонные миграции в пределах северного или южного полушария: на зиму они плывут в низкие широты для родов, а на лето — в умеренные и высокие для нагула жира (почти все усатые киты, часть клюворылых и кашалоты). Самые длинные миграции среди всех млекопитающих совершают серые киты, которые в год проплывают до 12 000 км, перемещаясь от зимовочных участков у берегов Калифорнии к местам летней кормежки в Беринговом море и обратно. Другие также совершают миграции на значительные расстояния, но менее регулярно и с нарушениями сезонных сроков (малые косатки, гринды, сейвалы, нарвалы). Третьи перешли к сравнительно оседлому образу жизни, совершая кочёвки в пределах небольшой акватории (афалины, речные дельфины, серые дельфины и др.). Миграции китообразные совершают в пределах знакомых областей, придерживаясь определённых путей.

### Размножение
Преимущественно моногамны. Большинство видов размножается 1 раз в 2 года, только некоторые дельфины плодятся ежегодно, спариваясь вскоре после родов. Периоды спаривания и ще́нки обычно растянуты во времени. Самцы способны к оплодотворению постоянно или большую часть года. Беременность у разных видов длится от 7 до 18 месяцев. Мигрирующие виды рожают главным образом зимой в тёплых водах; немигрирующие — летом. Характерна многоплодность: у самок в начале беременности в матке могут находиться 2-3 зародыша, из которых вскоре остаётся только один. Двойни редки.
Роды происходят под водой; плод выходит хвостом вперёд. Детёныш хорошо развитый, крупный — до 1/2—1/4 длины тела матери; сразу способен к самостоятельному передвижению. Первый дыхательный акт он совершает, как безусловный рефлекс, в момент первого выныривания на поверхность. С первого дня детёныш плавает бок о бок с матерью, используя давление гидродинамического поля вокруг неё, что позволяет ему плыть пассивно. У самок сильно развит материнский инстинкт.
Кормление происходит под водой; молоко потребляется в течение нескольких секунд, но очень часто. Детёныш плотно захватывает сосок, и молоко вбрызгивается в его ротовую полость сокращением особых мышц самки. Китовое молоко очень питательное; оно густое, обычно кремового цвета, жирностью до 54 %. Его поверхностное натяжение в 30 раз больше, чем у воды, поэтому струя молока не расплывается в воде. Самки китов продуцируют в сутки от 200—1200 г (дельфины) до 90—150 л (финвал) и 200 л (синий кит) молока. Детёныш во время вскармливания растёт очень быстро, к его концу увеличиваясь на 1/3—1/2 первоначального размера. Вскармливание продолжается от 4 месяцев (мелкие дельфины) до 13 (кашалоты), а в неволе даже до 21—23 месяцев (афалины).
Половая зрелость наступает в 3—6 лет, но замедленный рост тела длится и после того, до 12 лет. Физическая зрелость наступает, когда скелет окончательно окостеневает и все эпифизы позвоночника срастаются с телами позвонков. Процесс окостенения позвоночника начинается с обоих концов позвоночника, причём с хвостового идёт быстрее, чем с головного, и заканчивается в грудном отделе. Последовательные изменения в позвоночнике иногда используют для определения возраста кита. Живут китообразные до 50, а мелкие виды — до 30 лет. Врагов, помимо человека и косатки, практически не имеют; хотя иногда остатки дельфинов находят в желудках крупных акул. В тропических реках и прибрежных водах на некоторых дельфинов также могут нападать крокодилы. Почти 100% особей заражены эндо- и эктопаразитами, среди которых китовые вши, усоногие ракообразные.

## Численность и значение для человека

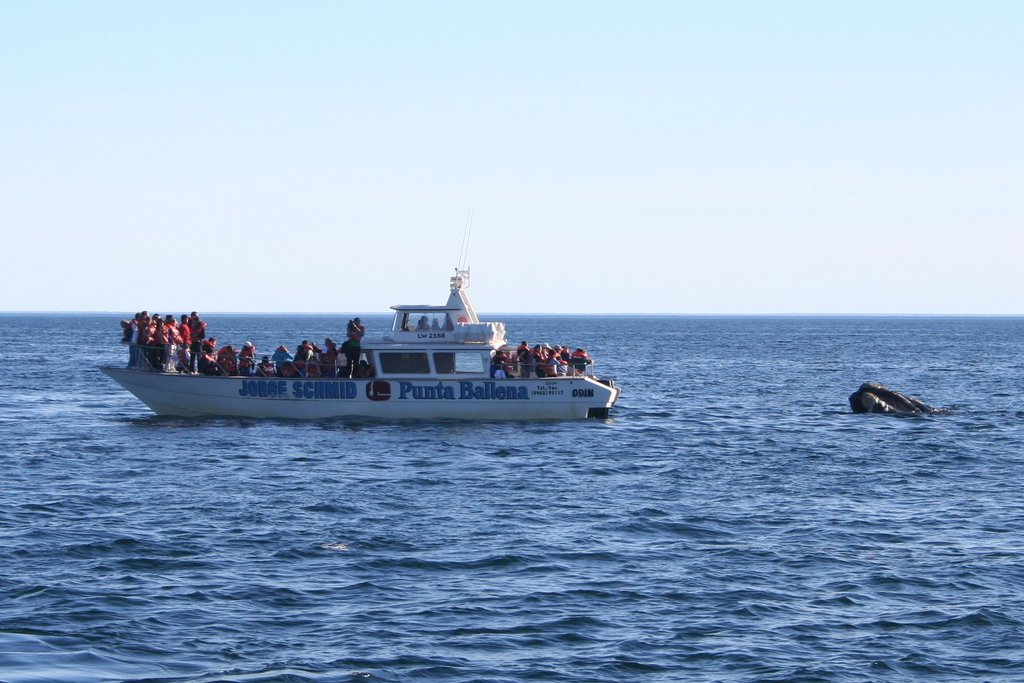
Наблюдение

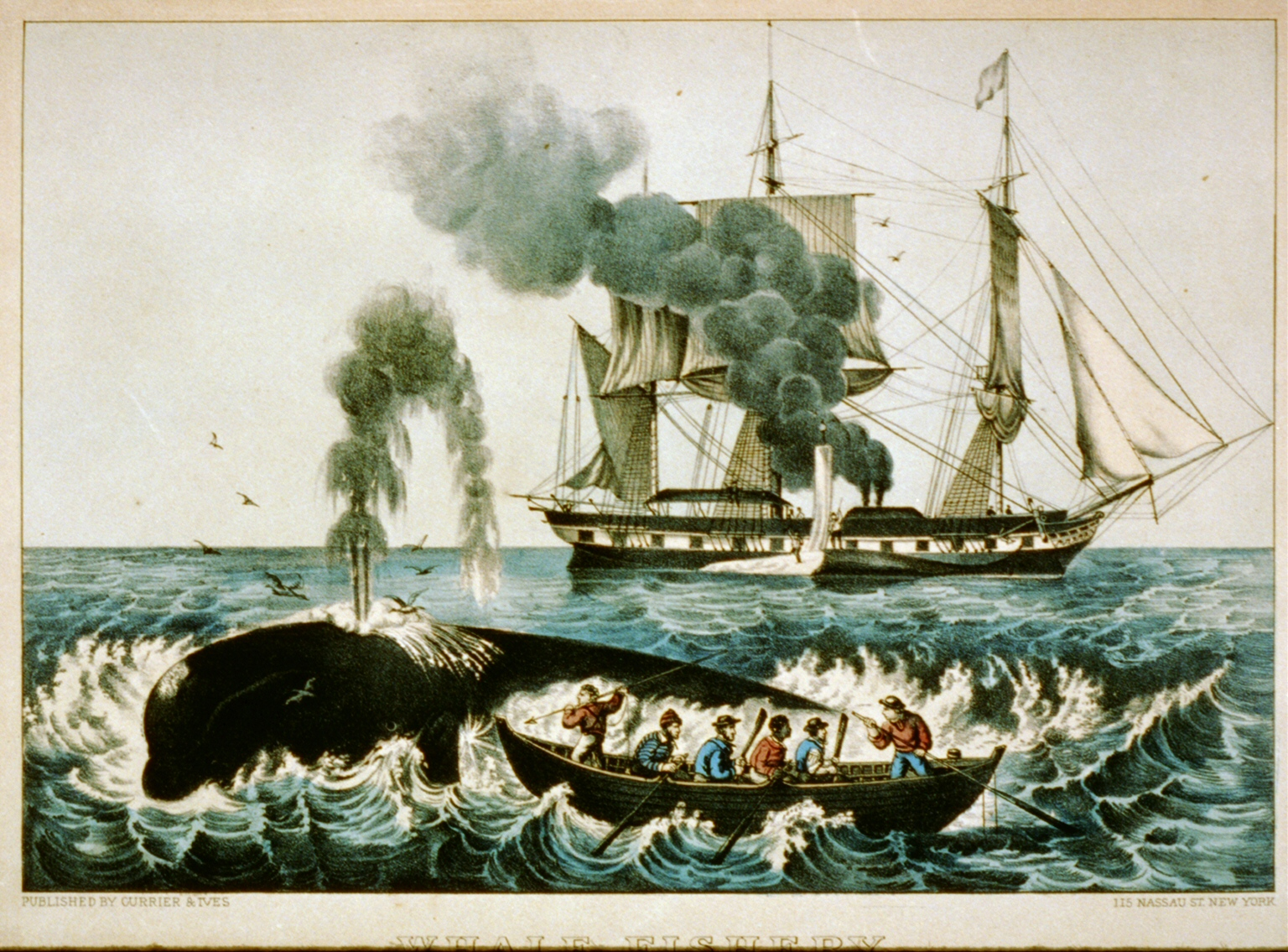
Китобойный промысел

В недавнем прошлом практическое значение китообразных для человека было довольно велико. Практически все органы китов использовались для выработки пищевых и технических продуктов. Из подкожного сала и костяка вываривался жир, который потом перерабатывался на лярд и маргарин, смазочные вещества, технический и дистиллированный глицерин, мыло, театральный грим, стиральный порошок и т. д. Полимеризированный жир использовался для изготовления линолеума и типографской краски. Спермацет кашалотов служил сырьём для производства косметических кремов и помады, а также смазочных материалов. Вываренный костяк, внутренности и части мускулатуры перерабатывались на удобрение (тук) и на кормовую муку для скота и птицы. Из белковой части китового сала получали желатин и клей. Из китового уса до развития производства пластмасс изготавливали пружины для диванов и матрасов, корсеты, щётки, веера и т. д. Зубы кашалота шли на резные изделия. Мясо в консервированном, засоленном или свежем виде употреблялось как пищевой продукт. Из печени китов добывали витамин A; из желёз внутренней секреции (поджелудочной и зобной) изготавливали медицинские препараты (камполон, инсулин и др.). Амбра, извлекаемая из кишечника кашалотов, высоко ценится в парфюмерной промышленности как закрепитель духов.
Чрезмерно интенсивный промысел пагубным образом сказался на численности китообразных, приведя многих представителей этого инфраотряда на грань исчезновения. Многие китообразные занесены в списки Международной Красной книги. В настоящее время коммерческий промысел китов запрещён мораторием Международной комиссии по регулированию китобойного промысла и законами большинства стран и в ограниченных объёмах ведётся только Норвегией, Исландией и Японией, а также некоторыми аборигенными народами в качестве одного из традиционных занятий.

## Классификация

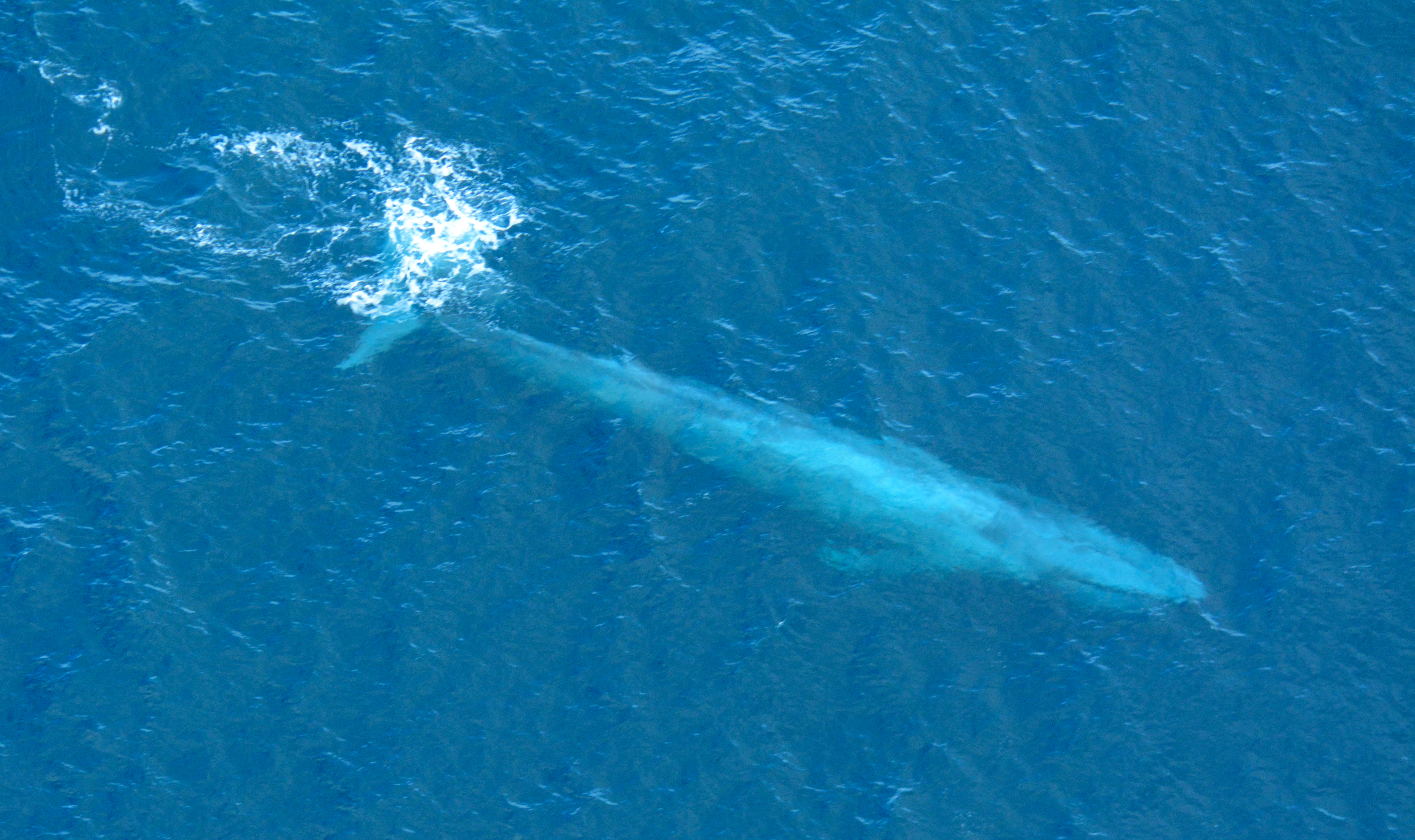
Синий кит

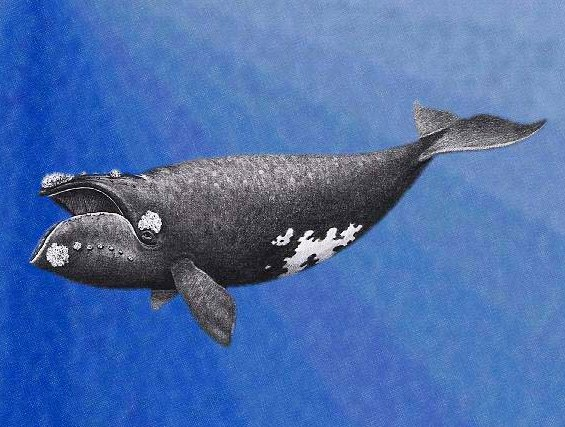
Японский кит

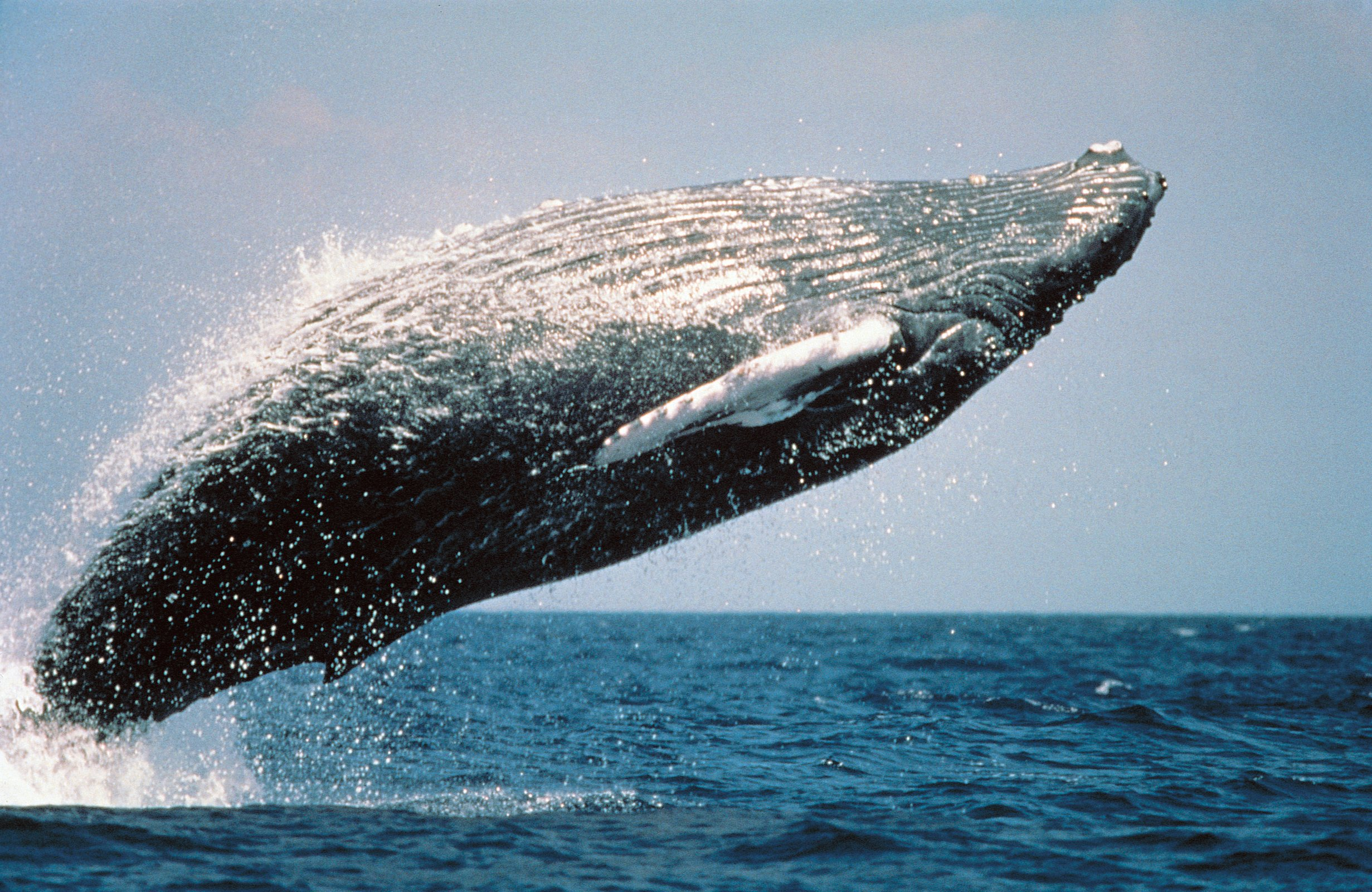
Горбатый кит

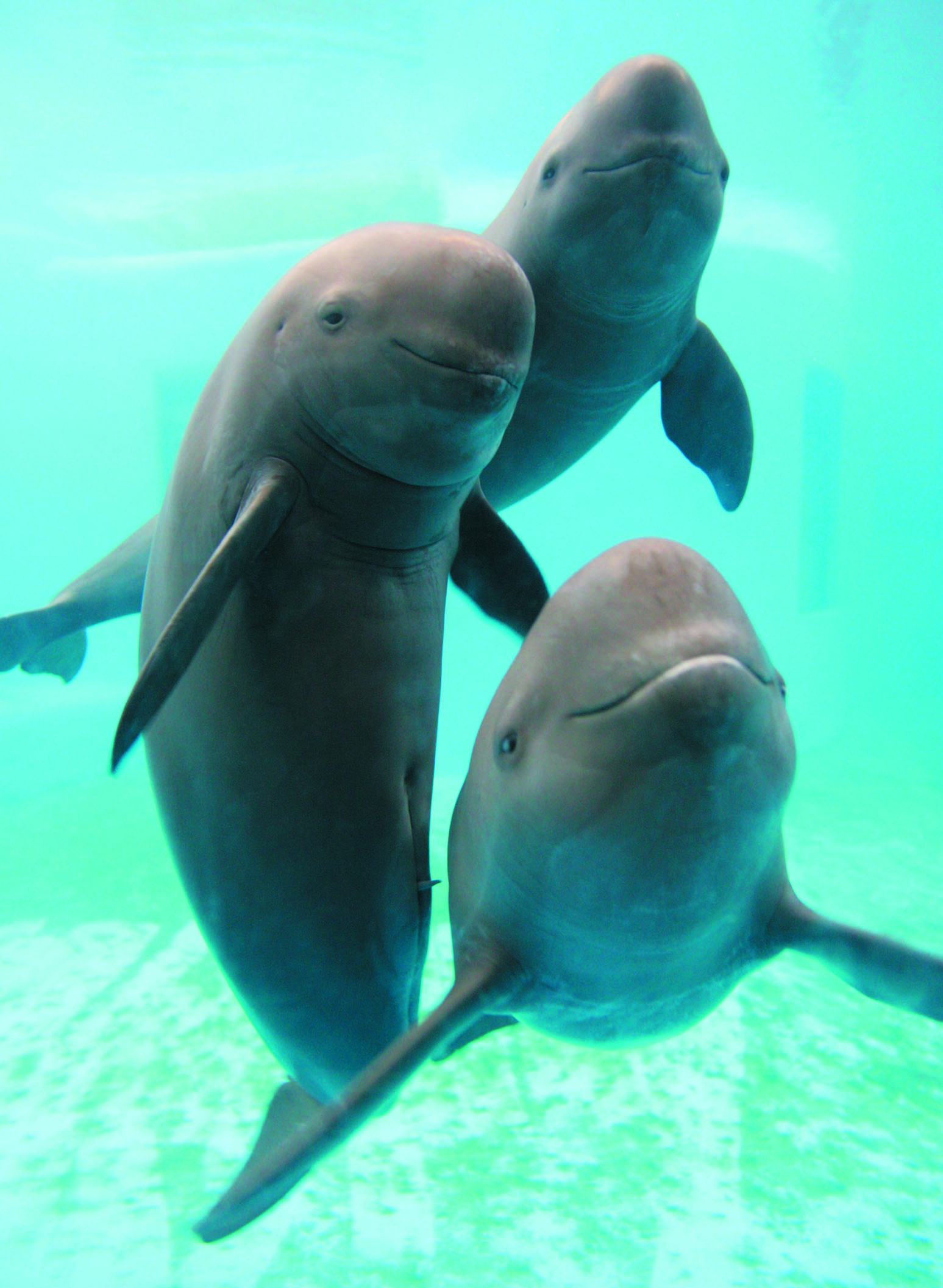
Восточноазиатская морская свинья

Все современные китообразные делятся на 2 парвотряда: усатые киты (Mysticeti, беззубые киты) и зубатые киты (Odontoceti), которые резко различаются между собой внешним обликом, внутренним строением и биологией. Оба парвотряда произошли от древних китов (Archaeoceti). Зубатые киты считаются менее специализированными; к ним, в частности, относятся кашалоты, косатки, дельфины и морские свиньи. Усатые киты имеют вместо зубов ряд роговых пластинок, которые свисают с верхней челюсти, называемых китовым усом, которыми они фильтруют из воды морской планктон и мелких рыб.
База данных Американского общества маммологов (ASM Mammal Diversity Database, v. 1.10) признаёт 13 семейств, 41 род и 98 видов современных китообразных. Согласно данным сайта Paleobiology Database, на ноябрь 2022 года в составе инфраотряда выделяют 589 вымерших видов.

### ПарвотрядУсатые киты(Mysticeti)
- Семейство Гладкие киты (Balaenidae)
  - Гренландские киты (Balaena), 1 вид
  - Южные киты (Eubalaena), 3 вида
- Семейство Полосатиковые (Balaenopteridae)
  - Полосатики (Balaenoptera), 9 видов
  - Серые киты (Eschrichtius), 1 вид
  - Горбатые киты (Megaptera), 1 вид
- Семейство Цетотериевые (Cetotheriidae)
  - Карликовые гладкие киты (Caperea), 1 вид

### ПарвотрядЗубатые киты(Odontoceti)

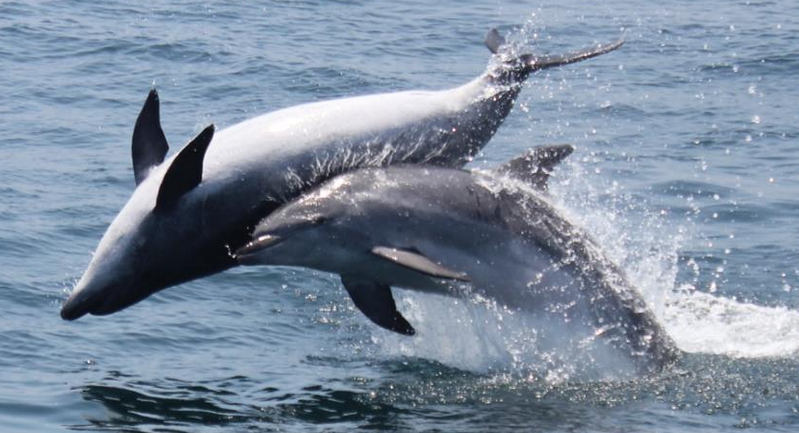
Дельфин афалина

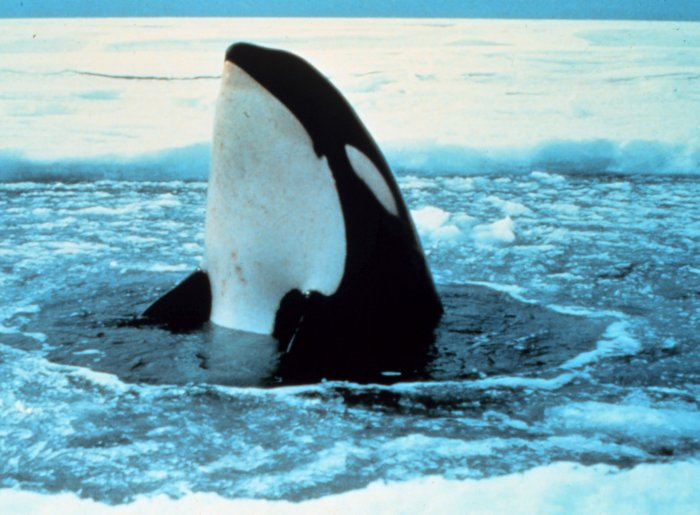
Косатка

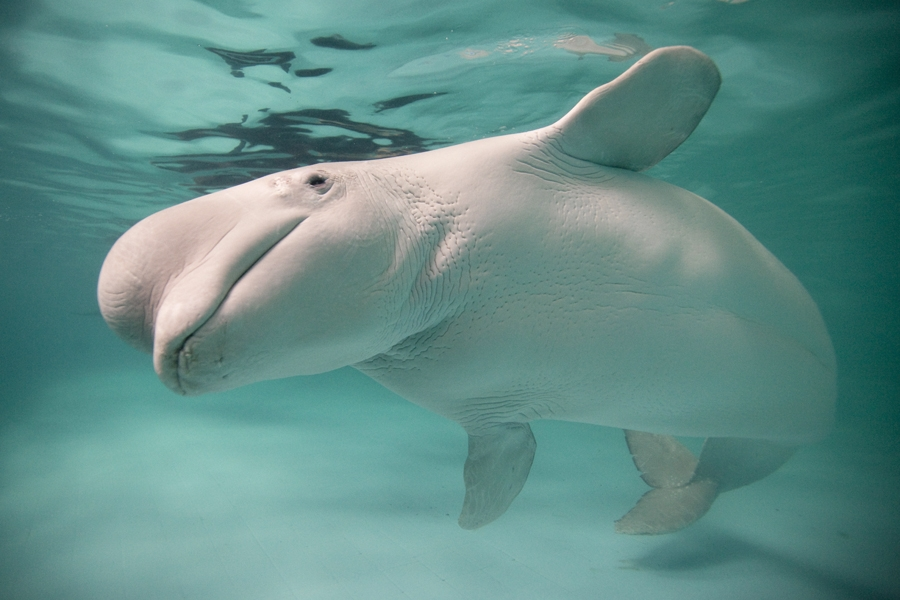
Белуха

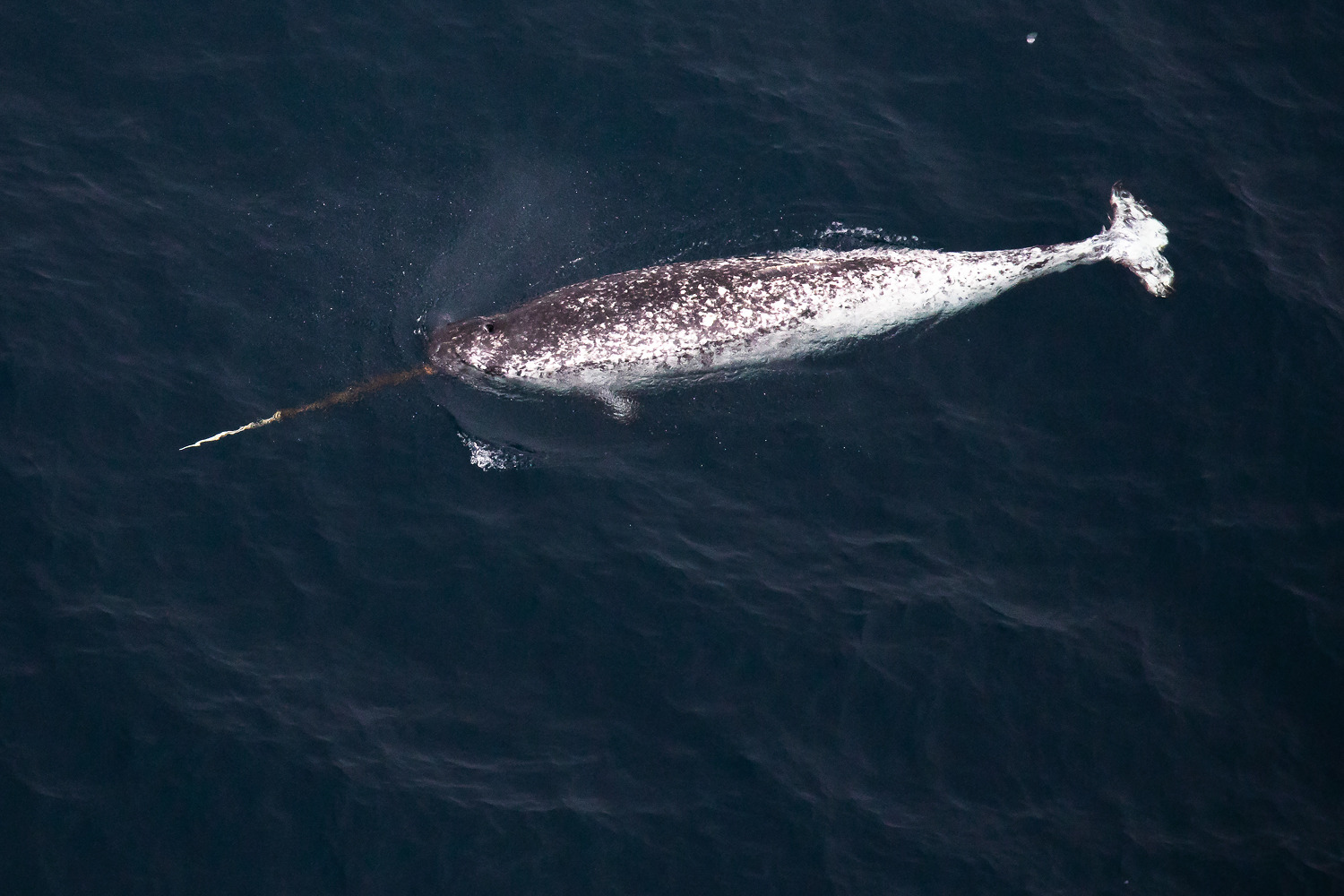
Нарвал

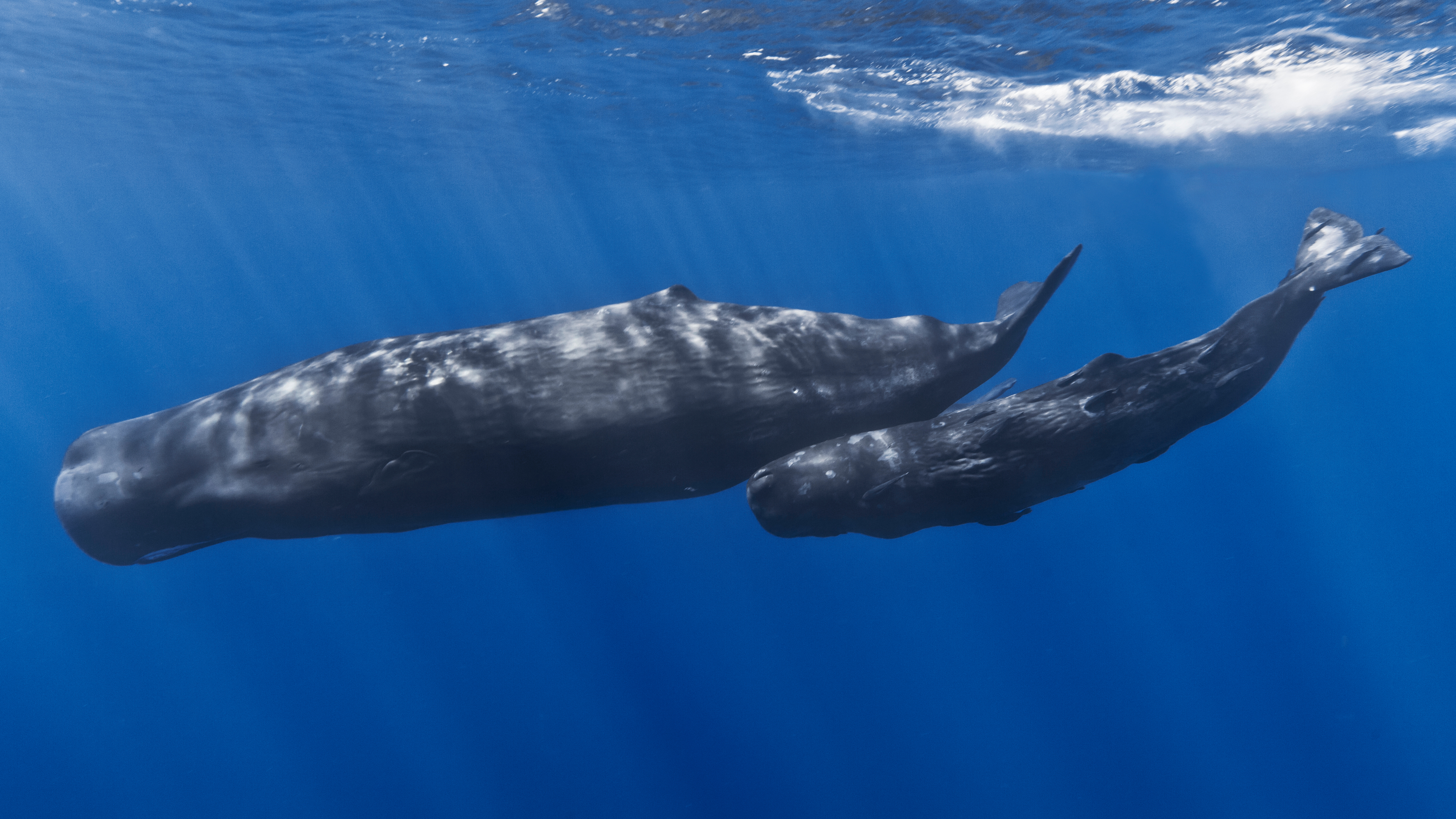
Кашалот

- Семейство Дельфиновые (Delphinidae)
  - Пёстрые дельфины (Cephalorhynchus), 4 вида
  - Дельфины-белобочки (Delphinus), 1 вид
  - Карликовые косатки (Feresa), 1 вид
  - Гринды (Globicephala), 2 вида
  - Малайзийские дельфины (Lagenodelphis), 1 вид
  - Короткоголовые дельфины (Lagenorhynchus), 1 вид
  - Leucopleurus, 1 вид — статус рода спорный; традиционно в составе Lagenorhynchus[19]
  - Китовидные дельфины (Lissodelphis), 2 вида
  - Иравадийские дельфины (Orcaella), 2 вида
  - Косатки (Orcinus), 1 вид
  - Бесклювые дельфины (Peponocephala), 1 вид
  - Малые косатки (Pseudorca), 1 вид
  - Sagmatias, 4 вида — статус рода спорный; традиционно в составе Lagenorhynchus[19]
  - Длинноклювые дельфины (Sotalia), 2 вида
  - Горбатые дельфины (Sousa), 4 вида
  - Продельфины (Stenella), 5 видов
  - Крупнозубые дельфины (Steno), 1 вид
  - Афалины (Tursiops), 2 вида
- Семейство Нарваловые (Monodontidae)
  - Белухи (Delphinapterus), 1 вид
  - Нарвалы (Monodon), 1 вид
- Семейство Морские свиньи (Phocoenidae)
  - Беспёрые морские свиньи (Neophocaena), 3 вида
  - Морские свиньи (Phocoena), 4 вида
  - Белокрылые морские свиньи (Phocoenoides), 1 вид
- Семейство Кашалотовые (Physeteridae)
  - Кашалоты (Physeter), 1 вид
- Семейство Карликовые кашалоты (Kogiidae)
  - Карликовые кашалоты (Kogia), 2 вида
- Семейство Амазонские дельфины (Iniidae)
  - Инии (Inia), 4 вида
- Семейство Озёрные дельфины (Lipotidae)
  - Озёрные дельфины (Lipotes), 1 вид
- Семейство Ла-платские дельфины (Pontoporiidae)
  - Ла-платские дельфины (Pontoporia), 1 вид
- Семейство Гангские дельфины (Platanistidae)
  - Гангские дельфины (Platanista), 2 вида
- Семейство Клюворылые (Ziphiidae)
  - Плавуны (Berardius), 3 вида
  - Бутылконосы (Hyperoodon), 2 вида
  - Австралийские ремнезубы (Indopacetus), 1 вид
  - Ремнезубы (Mesoplodon), 16 видов
  - Тасманийские клюворылы (Tasmacetus), 1 вид
  - Клюворылы (Ziphius), 1 вид

### Филогения
|  | Карликовые гладкие киты/Цетотериевые                           |
|  |                                                                |
|  | \| \| Полосатиковые \| \| \| \| \| \| ? Серые киты \| \| \| \| |
|  |                                                                |
|  | Полосатиковые                                                  |
|  |                                                                |
|  | ? Серые киты                                                   |
|  |                                                                |

|  | Полосатиковые |
|  |               |
|  | ? Серые киты  |
|  |               |

|  | Карликовые гладкие киты/Цетотериевые                           |
|  |                                                                |
|  | \| \| Полосатиковые \| \| \| \| \| \| ? Серые киты \| \| \| \| |
|  |                                                                |
|  | Полосатиковые                                                  |
|  |                                                                |
|  | ? Серые киты                                                   |
|  |                                                                |

|  | Полосатиковые |
|  |               |
|  | ? Серые киты  |
|  |               |

|  | Кашалотовые         |
|  |                     |
|  | Карликовые кашалоты |
|  |                     |

|          | †? Озёрные дельфины                                              |
|          |                                                                  |
| Inioidea | \| \| Ла-платские дельфины \| \| \| \| \| \| Иниевые \| \| \| \| |
|          | \| \| Ла-платские дельфины \| \| \| \| \| \| Иниевые \| \| \| \| |
|          | Ла-платские дельфины                                             |
|          |                                                                  |
|          | Иниевые                                                          |
|          |                                                                  |

|  | Ла-платские дельфины |
|  |                      |
|  | Иниевые              |
|  |                      |

|  | Дельфиновые                                                   |
|  |                                                               |
|  | \| \| Нарваловые \| \| \| \| \| \| Морские свиньи \| \| \| \| |
|  |                                                               |
|  | Нарваловые                                                    |
|  |                                                               |
|  | Морские свиньи                                                |
|  |                                                               |

|  | Нарваловые     |
|  |                |
|  | Морские свиньи |
|  |                |

|          | †? Озёрные дельфины                                              |
|          |                                                                  |
| Inioidea | \| \| Ла-платские дельфины \| \| \| \| \| \| Иниевые \| \| \| \| |
|          | \| \| Ла-платские дельфины \| \| \| \| \| \| Иниевые \| \| \| \| |
|          | Ла-платские дельфины                                             |
|          |                                                                  |
|          | Иниевые                                                          |
|          |                                                                  |

|  | Ла-платские дельфины |
|  |                      |
|  | Иниевые              |
|  |                      |

|  | Дельфиновые                                                   |
|  |                                                               |
|  | \| \| Нарваловые \| \| \| \| \| \| Морские свиньи \| \| \| \| |
|  |                                                               |
|  | Нарваловые                                                    |
|  |                                                               |
|  | Морские свиньи                                                |
|  |                                                               |

|  | Нарваловые     |
|  |                |
|  | Морские свиньи |
|  |                |

|          | †? Озёрные дельфины                                              |
|          |                                                                  |
| Inioidea | \| \| Ла-платские дельфины \| \| \| \| \| \| Иниевые \| \| \| \| |
|          | \| \| Ла-платские дельфины \| \| \| \| \| \| Иниевые \| \| \| \| |
|          | Ла-платские дельфины                                             |
|          |                                                                  |
|          | Иниевые                                                          |
|          |                                                                  |

|  | Ла-платские дельфины |
|  |                      |
|  | Иниевые              |
|  |                      |

|  | Дельфиновые                                                   |
|  |                                                               |
|  | \| \| Нарваловые \| \| \| \| \| \| Морские свиньи \| \| \| \| |
|  |                                                               |
|  | Нарваловые                                                    |
|  |                                                               |
|  | Морские свиньи                                                |
|  |                                                               |

|  | Нарваловые     |
|  |                |
|  | Морские свиньи |
|  |                |

|          | †? Озёрные дельфины                                              |
|          |                                                                  |
| Inioidea | \| \| Ла-платские дельфины \| \| \| \| \| \| Иниевые \| \| \| \| |
|          | \| \| Ла-платские дельфины \| \| \| \| \| \| Иниевые \| \| \| \| |
|          | Ла-платские дельфины                                             |
|          |                                                                  |
|          | Иниевые                                                          |
|          |                                                                  |

|  | Ла-платские дельфины |
|  |                      |
|  | Иниевые              |
|  |                      |

|  | Дельфиновые                                                   |
|  |                                                               |
|  | \| \| Нарваловые \| \| \| \| \| \| Морские свиньи \| \| \| \| |
|  |                                                               |
|  | Нарваловые                                                    |
|  |                                                               |
|  | Морские свиньи                                                |
|  |                                                               |

|  | Нарваловые     |
|  |                |
|  | Морские свиньи |
|  |                |

|          | †? Озёрные дельфины                                              |
|          |                                                                  |
| Inioidea | \| \| Ла-платские дельфины \| \| \| \| \| \| Иниевые \| \| \| \| |
|          | \| \| Ла-платские дельфины \| \| \| \| \| \| Иниевые \| \| \| \| |
|          | Ла-платские дельфины                                             |
|          |                                                                  |
|          | Иниевые                                                          |
|          |                                                                  |

|  | Ла-платские дельфины |
|  |                      |
|  | Иниевые              |
|  |                      |

|  | Дельфиновые                                                   |
|  |                                                               |
|  | \| \| Нарваловые \| \| \| \| \| \| Морские свиньи \| \| \| \| |
|  |                                                               |
|  | Нарваловые                                                    |
|  |                                                               |
|  | Морские свиньи                                                |
|  |                                                               |

|  | Нарваловые     |
|  |                |
|  | Морские свиньи |
|  |                |

|          | †? Озёрные дельфины                                              |
|          |                                                                  |
| Inioidea | \| \| Ла-платские дельфины \| \| \| \| \| \| Иниевые \| \| \| \| |
|          | \| \| Ла-платские дельфины \| \| \| \| \| \| Иниевые \| \| \| \| |
|          | Ла-платские дельфины                                             |
|          |                                                                  |
|          | Иниевые                                                          |
|          |                                                                  |

|  | Ла-платские дельфины |
|  |                      |
|  | Иниевые              |
|  |                      |

|  | Дельфиновые                                                   |
|  |                                                               |
|  | \| \| Нарваловые \| \| \| \| \| \| Морские свиньи \| \| \| \| |
|  |                                                               |
|  | Нарваловые                                                    |
|  |                                                               |
|  | Морские свиньи                                                |
|  |                                                               |

|  | Нарваловые     |
|  |                |
|  | Морские свиньи |
|  |                |

|          | †? Озёрные дельфины                                              |
|          |                                                                  |
| Inioidea | \| \| Ла-платские дельфины \| \| \| \| \| \| Иниевые \| \| \| \| |
|          | \| \| Ла-платские дельфины \| \| \| \| \| \| Иниевые \| \| \| \| |
|          | Ла-платские дельфины                                             |
|          |                                                                  |
|          | Иниевые                                                          |
|          |                                                                  |

|  | Ла-платские дельфины |
|  |                      |
|  | Иниевые              |
|  |                      |

|  | Дельфиновые                                                   |
|  |                                                               |
|  | \| \| Нарваловые \| \| \| \| \| \| Морские свиньи \| \| \| \| |
|  |                                                               |
|  | Нарваловые                                                    |
|  |                                                               |
|  | Морские свиньи                                                |
|  |                                                               |

|  | Нарваловые     |
|  |                |
|  | Морские свиньи |
|  |                |

|          | †? Озёрные дельфины                                              |
|          |                                                                  |
| Inioidea | \| \| Ла-платские дельфины \| \| \| \| \| \| Иниевые \| \| \| \| |
|          | \| \| Ла-платские дельфины \| \| \| \| \| \| Иниевые \| \| \| \| |
|          | Ла-платские дельфины                                             |
|          |                                                                  |
|          | Иниевые                                                          |
|          |                                                                  |

|  | Ла-платские дельфины |
|  |                      |
|  | Иниевые              |
|  |                      |

|  | Дельфиновые                                                   |
|  |                                                               |
|  | \| \| Нарваловые \| \| \| \| \| \| Морские свиньи \| \| \| \| |
|  |                                                               |
|  | Нарваловые                                                    |
|  |                                                               |
|  | Морские свиньи                                                |
|  |                                                               |

|  | Нарваловые     |
|  |                |
|  | Морские свиньи |
|  |                |

|  | Кашалотовые         |
|  |                     |
|  | Карликовые кашалоты |
|  |                     |

|          | †? Озёрные дельфины                                              |
|          |                                                                  |
| Inioidea | \| \| Ла-платские дельфины \| \| \| \| \| \| Иниевые \| \| \| \| |
|          | \| \| Ла-платские дельфины \| \| \| \| \| \| Иниевые \| \| \| \| |
|          | Ла-платские дельфины                                             |
|          |                                                                  |
|          | Иниевые                                                          |
|          |                                                                  |

|  | Ла-платские дельфины |
|  |                      |
|  | Иниевые              |
|  |                      |

|  | Дельфиновые                                                   |
|  |                                                               |
|  | \| \| Нарваловые \| \| \| \| \| \| Морские свиньи \| \| \| \| |
|  |                                                               |
|  | Нарваловые                                                    |
|  |                                                               |
|  | Морские свиньи                                                |
|  |                                                               |

|  | Нарваловые     |
|  |                |
|  | Морские свиньи |
|  |                |

|          | †? Озёрные дельфины                                              |
|          |                                                                  |
| Inioidea | \| \| Ла-платские дельфины \| \| \| \| \| \| Иниевые \| \| \| \| |
|          | \| \| Ла-платские дельфины \| \| \| \| \| \| Иниевые \| \| \| \| |
|          | Ла-платские дельфины                                             |
|          |                                                                  |
|          | Иниевые                                                          |
|          |                                                                  |

|  | Ла-платские дельфины |
|  |                      |
|  | Иниевые              |
|  |                      |

|  | Дельфиновые                                                   |
|  |                                                               |
|  | \| \| Нарваловые \| \| \| \| \| \| Морские свиньи \| \| \| \| |
|  |                                                               |
|  | Нарваловые                                                    |
|  |                                                               |
|  | Морские свиньи                                                |
|  |                                                               |

|  | Нарваловые     |
|  |                |
|  | Морские свиньи |
|  |                |

|          | †? Озёрные дельфины                                              |
|          |                                                                  |
| Inioidea | \| \| Ла-платские дельфины \| \| \| \| \| \| Иниевые \| \| \| \| |
|          | \| \| Ла-платские дельфины \| \| \| \| \| \| Иниевые \| \| \| \| |
|          | Ла-платские дельфины                                             |
|          |                                                                  |
|          | Иниевые                                                          |
|          |                                                                  |

|  | Ла-платские дельфины |
|  |                      |
|  | Иниевые              |
|  |                      |

|  | Дельфиновые                                                   |
|  |                                                               |
|  | \| \| Нарваловые \| \| \| \| \| \| Морские свиньи \| \| \| \| |
|  |                                                               |
|  | Нарваловые                                                    |
|  |                                                               |
|  | Морские свиньи                                                |
|  |                                                               |

|  | Нарваловые     |
|  |                |
|  | Морские свиньи |
|  |                |

|          | †? Озёрные дельфины                                              |
|          |                                                                  |
| Inioidea | \| \| Ла-платские дельфины \| \| \| \| \| \| Иниевые \| \| \| \| |
|          | \| \| Ла-платские дельфины \| \| \| \| \| \| Иниевые \| \| \| \| |
|          | Ла-платские дельфины                                             |
|          |                                                                  |
|          | Иниевые                                                          |
|          |                                                                  |

|  | Ла-платские дельфины |
|  |                      |
|  | Иниевые              |
|  |                      |

|  | Дельфиновые                                                   |
|  |                                                               |
|  | \| \| Нарваловые \| \| \| \| \| \| Морские свиньи \| \| \| \| |
|  |                                                               |
|  | Нарваловые                                                    |
|  |                                                               |
|  | Морские свиньи                                                |
|  |                                                               |

|  | Нарваловые     |
|  |                |
|  | Морские свиньи |
|  |                |

|          | †? Озёрные дельфины                                              |
|          |                                                                  |
| Inioidea | \| \| Ла-платские дельфины \| \| \| \| \| \| Иниевые \| \| \| \| |
|          | \| \| Ла-платские дельфины \| \| \| \| \| \| Иниевые \| \| \| \| |
|          | Ла-платские дельфины                                             |
|          |                                                                  |
|          | Иниевые                                                          |
|          |                                                                  |

|  | Ла-платские дельфины |
|  |                      |
|  | Иниевые              |
|  |                      |

|  | Дельфиновые                                                   |
|  |                                                               |
|  | \| \| Нарваловые \| \| \| \| \| \| Морские свиньи \| \| \| \| |
|  |                                                               |
|  | Нарваловые                                                    |
|  |                                                               |
|  | Морские свиньи                                                |
|  |                                                               |

|  | Нарваловые     |
|  |                |
|  | Морские свиньи |
|  |                |

|          | †? Озёрные дельфины                                              |
|          |                                                                  |
| Inioidea | \| \| Ла-платские дельфины \| \| \| \| \| \| Иниевые \| \| \| \| |
|          | \| \| Ла-платские дельфины \| \| \| \| \| \| Иниевые \| \| \| \| |
|          | Ла-платские дельфины                                             |
|          |                                                                  |
|          | Иниевые                                                          |
|          |                                                                  |

|  | Ла-платские дельфины |
|  |                      |
|  | Иниевые              |
|  |                      |

|  | Дельфиновые                                                   |
|  |                                                               |
|  | \| \| Нарваловые \| \| \| \| \| \| Морские свиньи \| \| \| \| |
|  |                                                               |
|  | Нарваловые                                                    |
|  |                                                               |
|  | Морские свиньи                                                |
|  |                                                               |

|  | Нарваловые     |
|  |                |
|  | Морские свиньи |
|  |                |

|          | †? Озёрные дельфины                                              |
|          |                                                                  |
| Inioidea | \| \| Ла-платские дельфины \| \| \| \| \| \| Иниевые \| \| \| \| |
|          | \| \| Ла-платские дельфины \| \| \| \| \| \| Иниевые \| \| \| \| |
|          | Ла-платские дельфины                                             |
|          |                                                                  |
|          | Иниевые                                                          |
|          |                                                                  |

|  | Ла-платские дельфины |
|  |                      |
|  | Иниевые              |
|  |                      |

|  | Дельфиновые                                                   |
|  |                                                               |
|  | \| \| Нарваловые \| \| \| \| \| \| Морские свиньи \| \| \| \| |
|  |                                                               |
|  | Нарваловые                                                    |
|  |                                                               |
|  | Морские свиньи                                                |
|  |                                                               |

|  | Нарваловые     |
|  |                |
|  | Морские свиньи |
|  |                |

|          | †? Озёрные дельфины                                              |
|          |                                                                  |
| Inioidea | \| \| Ла-платские дельфины \| \| \| \| \| \| Иниевые \| \| \| \| |
|          | \| \| Ла-платские дельфины \| \| \| \| \| \| Иниевые \| \| \| \| |
|          | Ла-платские дельфины                                             |
|          |                                                                  |
|          | Иниевые                                                          |
|          |                                                                  |

|  | Ла-платские дельфины |
|  |                      |
|  | Иниевые              |
|  |                      |

|  | Дельфиновые                                                   |
|  |                                                               |
|  | \| \| Нарваловые \| \| \| \| \| \| Морские свиньи \| \| \| \| |
|  |                                                               |
|  | Нарваловые                                                    |
|  |                                                               |
|  | Морские свиньи                                                |
|  |                                                               |

|  | Нарваловые     |
|  |                |
|  | Морские свиньи |
|  |                |

|  | Карликовые гладкие киты/Цетотериевые                           |
|  |                                                                |
|  | \| \| Полосатиковые \| \| \| \| \| \| ? Серые киты \| \| \| \| |
|  |                                                                |
|  | Полосатиковые                                                  |
|  |                                                                |
|  | ? Серые киты                                                   |
|  |                                                                |

|  | Полосатиковые |
|  |               |
|  | ? Серые киты  |
|  |               |

|  | Карликовые гладкие киты/Цетотериевые                           |
|  |                                                                |
|  | \| \| Полосатиковые \| \| \| \| \| \| ? Серые киты \| \| \| \| |
|  |                                                                |
|  | Полосатиковые                                                  |
|  |                                                                |
|  | ? Серые киты                                                   |
|  |                                                                |

|  | Полосатиковые |
|  |               |
|  | ? Серые киты  |
|  |               |

|  | Кашалотовые         |
|  |                     |
|  | Карликовые кашалоты |
|  |                     |

|          | †? Озёрные дельфины                                              |
|          |                                                                  |
| Inioidea | \| \| Ла-платские дельфины \| \| \| \| \| \| Иниевые \| \| \| \| |
|          | \| \| Ла-платские дельфины \| \| \| \| \| \| Иниевые \| \| \| \| |
|          | Ла-платские дельфины                                             |
|          |                                                                  |
|          | Иниевые                                                          |
|          |                                                                  |

|  | Ла-платские дельфины |
|  |                      |
|  | Иниевые              |
|  |                      |

|  | Дельфиновые                                                   |
|  |                                                               |
|  | \| \| Нарваловые \| \| \| \| \| \| Морские свиньи \| \| \| \| |
|  |                                                               |
|  | Нарваловые                                                    |
|  |                                                               |
|  | Морские свиньи                                                |
|  |                                                               |

|  | Нарваловые     |
|  |                |
|  | Морские свиньи |
|  |                |

|          | †? Озёрные дельфины                                              |
|          |                                                                  |
| Inioidea | \| \| Ла-платские дельфины \| \| \| \| \| \| Иниевые \| \| \| \| |
|          | \| \| Ла-платские дельфины \| \| \| \| \| \| Иниевые \| \| \| \| |
|          | Ла-платские дельфины                                             |
|          |                                                                  |
|          | Иниевые                                                          |
|          |                                                                  |

|  | Ла-платские дельфины |
|  |                      |
|  | Иниевые              |
|  |                      |

|  | Дельфиновые                                                   |
|  |                                                               |
|  | \| \| Нарваловые \| \| \| \| \| \| Морские свиньи \| \| \| \| |
|  |                                                               |
|  | Нарваловые                                                    |
|  |                                                               |
|  | Морские свиньи                                                |
|  |                                                               |

|  | Нарваловые     |
|  |                |
|  | Морские свиньи |
|  |                |

|          | †? Озёрные дельфины                                              |
|          |                                                                  |
| Inioidea | \| \| Ла-платские дельфины \| \| \| \| \| \| Иниевые \| \| \| \| |
|          | \| \| Ла-платские дельфины \| \| \| \| \| \| Иниевые \| \| \| \| |
|          | Ла-платские дельфины                                             |
|          |                                                                  |
|          | Иниевые                                                          |
|          |                                                                  |

|  | Ла-платские дельфины |
|  |                      |
|  | Иниевые              |
|  |                      |

|  | Дельфиновые                                                   |
|  |                                                               |
|  | \| \| Нарваловые \| \| \| \| \| \| Морские свиньи \| \| \| \| |
|  |                                                               |
|  | Нарваловые                                                    |
|  |                                                               |
|  | Морские свиньи                                                |
|  |                                                               |

|  | Нарваловые     |
|  |                |
|  | Морские свиньи |
|  |                |

|          | †? Озёрные дельфины                                              |
|          |                                                                  |
| Inioidea | \| \| Ла-платские дельфины \| \| \| \| \| \| Иниевые \| \| \| \| |
|          | \| \| Ла-платские дельфины \| \| \| \| \| \| Иниевые \| \| \| \| |
|          | Ла-платские дельфины                                             |
|          |                                                                  |
|          | Иниевые                                                          |
|          |                                                                  |

|  | Ла-платские дельфины |
|  |                      |
|  | Иниевые              |
|  |                      |

|  | Дельфиновые                                                   |
|  |                                                               |
|  | \| \| Нарваловые \| \| \| \| \| \| Морские свиньи \| \| \| \| |
|  |                                                               |
|  | Нарваловые                                                    |
|  |                                                               |
|  | Морские свиньи                                                |
|  |                                                               |

|  | Нарваловые     |
|  |                |
|  | Морские свиньи |
|  |                |

|          | †? Озёрные дельфины                                              |
|          |                                                                  |
| Inioidea | \| \| Ла-платские дельфины \| \| \| \| \| \| Иниевые \| \| \| \| |
|          | \| \| Ла-платские дельфины \| \| \| \| \| \| Иниевые \| \| \| \| |
|          | Ла-платские дельфины                                             |
|          |                                                                  |
|          | Иниевые                                                          |
|          |                                                                  |

|  | Ла-платские дельфины |
|  |                      |
|  | Иниевые              |
|  |                      |

|  | Дельфиновые                                                   |
|  |                                                               |
|  | \| \| Нарваловые \| \| \| \| \| \| Морские свиньи \| \| \| \| |
|  |                                                               |
|  | Нарваловые                                                    |
|  |                                                               |
|  | Морские свиньи                                                |
|  |                                                               |

|  | Нарваловые     |
|  |                |
|  | Морские свиньи |
|  |                |

|          | †? Озёрные дельфины                                              |
|          |                                                                  |
| Inioidea | \| \| Ла-платские дельфины \| \| \| \| \| \| Иниевые \| \| \| \| |
|          | \| \| Ла-платские дельфины \| \| \| \| \| \| Иниевые \| \| \| \| |
|          | Ла-платские дельфины                                             |
|          |                                                                  |
|          | Иниевые                                                          |
|          |                                                                  |

|  | Ла-платские дельфины |
|  |                      |
|  | Иниевые              |
|  |                      |

|  | Дельфиновые                                                   |
|  |                                                               |
|  | \| \| Нарваловые \| \| \| \| \| \| Морские свиньи \| \| \| \| |
|  |                                                               |
|  | Нарваловые                                                    |
|  |                                                               |
|  | Морские свиньи                                                |
|  |                                                               |

|  | Нарваловые     |
|  |                |
|  | Морские свиньи |
|  |                |

|          | †? Озёрные дельфины                                              |
|          |                                                                  |
| Inioidea | \| \| Ла-платские дельфины \| \| \| \| \| \| Иниевые \| \| \| \| |
|          | \| \| Ла-платские дельфины \| \| \| \| \| \| Иниевые \| \| \| \| |
|          | Ла-платские дельфины                                             |
|          |                                                                  |
|          | Иниевые                                                          |
|          |                                                                  |

|  | Ла-платские дельфины |
|  |                      |
|  | Иниевые              |
|  |                      |

|  | Дельфиновые                                                   |
|  |                                                               |
|  | \| \| Нарваловые \| \| \| \| \| \| Морские свиньи \| \| \| \| |
|  |                                                               |
|  | Нарваловые                                                    |
|  |                                                               |
|  | Морские свиньи                                                |
|  |                                                               |

|  | Нарваловые     |
|  |                |
|  | Морские свиньи |
|  |                |

|          | †? Озёрные дельфины                                              |
|          |                                                                  |
| Inioidea | \| \| Ла-платские дельфины \| \| \| \| \| \| Иниевые \| \| \| \| |
|          | \| \| Ла-платские дельфины \| \| \| \| \| \| Иниевые \| \| \| \| |
|          | Ла-платские дельфины                                             |
|          |                                                                  |
|          | Иниевые                                                          |
|          |                                                                  |

|  | Ла-платские дельфины |
|  |                      |
|  | Иниевые              |
|  |                      |

|  | Дельфиновые                                                   |
|  |                                                               |
|  | \| \| Нарваловые \| \| \| \| \| \| Морские свиньи \| \| \| \| |
|  |                                                               |
|  | Нарваловые                                                    |
|  |                                                               |
|  | Морские свиньи                                                |
|  |                                                               |

|  | Нарваловые     |
|  |                |
|  | Морские свиньи |
|  |                |

|  | Кашалотовые         |
|  |                     |
|  | Карликовые кашалоты |
|  |                     |

|          | †? Озёрные дельфины                                              |
|          |                                                                  |
| Inioidea | \| \| Ла-платские дельфины \| \| \| \| \| \| Иниевые \| \| \| \| |
|          | \| \| Ла-платские дельфины \| \| \| \| \| \| Иниевые \| \| \| \| |
|          | Ла-платские дельфины                                             |
|          |                                                                  |
|          | Иниевые                                                          |
|          |                                                                  |

|  | Ла-платские дельфины |
|  |                      |
|  | Иниевые              |
|  |                      |

|  | Дельфиновые                                                   |
|  |                                                               |
|  | \| \| Нарваловые \| \| \| \| \| \| Морские свиньи \| \| \| \| |
|  |                                                               |
|  | Нарваловые                                                    |
|  |                                                               |
|  | Морские свиньи                                                |
|  |                                                               |

|  | Нарваловые     |
|  |                |
|  | Морские свиньи |
|  |                |

|          | †? Озёрные дельфины                                              |
|          |                                                                  |
| Inioidea | \| \| Ла-платские дельфины \| \| \| \| \| \| Иниевые \| \| \| \| |
|          | \| \| Ла-платские дельфины \| \| \| \| \| \| Иниевые \| \| \| \| |
|          | Ла-платские дельфины                                             |
|          |                                                                  |
|          | Иниевые                                                          |
|          |                                                                  |

|  | Ла-платские дельфины |
|  |                      |
|  | Иниевые              |
|  |                      |

|  | Дельфиновые                                                   |
|  |                                                               |
|  | \| \| Нарваловые \| \| \| \| \| \| Морские свиньи \| \| \| \| |
|  |                                                               |
|  | Нарваловые                                                    |
|  |                                                               |
|  | Морские свиньи                                                |
|  |                                                               |

|  | Нарваловые     |
|  |                |
|  | Морские свиньи |
|  |                |

|          | †? Озёрные дельфины                                              |
|          |                                                                  |
| Inioidea | \| \| Ла-платские дельфины \| \| \| \| \| \| Иниевые \| \| \| \| |
|          | \| \| Ла-платские дельфины \| \| \| \| \| \| Иниевые \| \| \| \| |
|          | Ла-платские дельфины                                             |
|          |                                                                  |
|          | Иниевые                                                          |
|          |                                                                  |

|  | Ла-платские дельфины |
|  |                      |
|  | Иниевые              |
|  |                      |

|  | Дельфиновые                                                   |
|  |                                                               |
|  | \| \| Нарваловые \| \| \| \| \| \| Морские свиньи \| \| \| \| |
|  |                                                               |
|  | Нарваловые                                                    |
|  |                                                               |
|  | Морские свиньи                                                |
|  |                                                               |

|  | Нарваловые     |
|  |                |
|  | Морские свиньи |
|  |                |

|          | †? Озёрные дельфины                                              |
|          |                                                                  |
| Inioidea | \| \| Ла-платские дельфины \| \| \| \| \| \| Иниевые \| \| \| \| |
|          | \| \| Ла-платские дельфины \| \| \| \| \| \| Иниевые \| \| \| \| |
|          | Ла-платские дельфины                                             |
|          |                                                                  |
|          | Иниевые                                                          |
|          |                                                                  |

|  | Ла-платские дельфины |
|  |                      |
|  | Иниевые              |
|  |                      |

|  | Дельфиновые                                                   |
|  |                                                               |
|  | \| \| Нарваловые \| \| \| \| \| \| Морские свиньи \| \| \| \| |
|  |                                                               |
|  | Нарваловые                                                    |
|  |                                                               |
|  | Морские свиньи                                                |
|  |                                                               |

|  | Нарваловые     |
|  |                |
|  | Морские свиньи |
|  |                |

|          | †? Озёрные дельфины                                              |
|          |                                                                  |
| Inioidea | \| \| Ла-платские дельфины \| \| \| \| \| \| Иниевые \| \| \| \| |
|          | \| \| Ла-платские дельфины \| \| \| \| \| \| Иниевые \| \| \| \| |
|          | Ла-платские дельфины                                             |
|          |                                                                  |
|          | Иниевые                                                          |
|          |                                                                  |

|  | Ла-платские дельфины |
|  |                      |
|  | Иниевые              |
|  |                      |

|  | Дельфиновые                                                   |
|  |                                                               |
|  | \| \| Нарваловые \| \| \| \| \| \| Морские свиньи \| \| \| \| |
|  |                                                               |
|  | Нарваловые                                                    |
|  |                                                               |
|  | Морские свиньи                                                |
|  |                                                               |

|  | Нарваловые     |
|  |                |
|  | Морские свиньи |
|  |                |

|          | †? Озёрные дельфины                                              |
|          |                                                                  |
| Inioidea | \| \| Ла-платские дельфины \| \| \| \| \| \| Иниевые \| \| \| \| |
|          | \| \| Ла-платские дельфины \| \| \| \| \| \| Иниевые \| \| \| \| |
|          | Ла-платские дельфины                                             |
|          |                                                                  |
|          | Иниевые                                                          |
|          |                                                                  |

|  | Ла-платские дельфины |
|  |                      |
|  | Иниевые              |
|  |                      |

|  | Дельфиновые                                                   |
|  |                                                               |
|  | \| \| Нарваловые \| \| \| \| \| \| Морские свиньи \| \| \| \| |
|  |                                                               |
|  | Нарваловые                                                    |
|  |                                                               |
|  | Морские свиньи                                                |
|  |                                                               |

|  | Нарваловые     |
|  |                |
|  | Морские свиньи |
|  |                |

|          | †? Озёрные дельфины                                              |
|          |                                                                  |
| Inioidea | \| \| Ла-платские дельфины \| \| \| \| \| \| Иниевые \| \| \| \| |
|          | \| \| Ла-платские дельфины \| \| \| \| \| \| Иниевые \| \| \| \| |
|          | Ла-платские дельфины                                             |
|          |                                                                  |
|          | Иниевые                                                          |
|          |                                                                  |

|  | Ла-платские дельфины |
|  |                      |
|  | Иниевые              |
|  |                      |

|  | Дельфиновые                                                   |
|  |                                                               |
|  | \| \| Нарваловые \| \| \| \| \| \| Морские свиньи \| \| \| \| |
|  |                                                               |
|  | Нарваловые                                                    |
|  |                                                               |
|  | Морские свиньи                                                |
|  |                                                               |

|  | Нарваловые     |
|  |                |
|  | Морские свиньи |
|  |                |

|          | †? Озёрные дельфины                                              |
|          |                                                                  |
| Inioidea | \| \| Ла-платские дельфины \| \| \| \| \| \| Иниевые \| \| \| \| |
|          | \| \| Ла-платские дельфины \| \| \| \| \| \| Иниевые \| \| \| \| |
|          | Ла-платские дельфины                                             |
|          |                                                                  |
|          | Иниевые                                                          |
|          |                                                                  |

|  | Ла-платские дельфины |
|  |                      |
|  | Иниевые              |
|  |                      |

|  | Дельфиновые                                                   |
|  |                                                               |
|  | \| \| Нарваловые \| \| \| \| \| \| Морские свиньи \| \| \| \| |
|  |                                                               |
|  | Нарваловые                                                    |
|  |                                                               |
|  | Морские свиньи                                                |
|  |                                                               |

|  | Нарваловые     |
|  |                |
|  | Морские свиньи |
|  |                |